# Claude Boissol
Claude Bernard Roger Boissol (Parigi, 15 giugno 1920 – Gourdon, 25 maggio 2016) è stato un regista e sceneggiatore francese.

## Biografia
Iniziò la sua carriera cinematografica come tirocinante alla regia all'epoca dell'occupazione tedesca in Francia. Dopo la seconda guerra mondiale si dedicò a scrivere sceneggiature e nel contempo lavorò come aiuto regista di Jacques Becker, Yves Allegret, Georges Lacombe, ma soprattutto di Maurice Labro, con il quale collaborò per molte pellicole. Sottoponeva ai registi le sue sceneggiature, sperando che venissero prese in considerazione, ma solo nel 1948 grazie a Labro riuscì a esordire come sceneggiatore, con Trois garçons, une fille.
Nel 1956 Jean Marais lo fece esordire come regista per Toute la ville accuse, un film in cui recitava il ruolo di protagonista. In seguito Boissol continuò a collaborare con Marais in altri due suoi film: Chaque jour a son secret(t.l. Ogni giorno ha il suo segreto) (1958) e Napoléon II, l'aiglon (1961).
Nel 1960 realizzò anche un film coprodotto in Italia, Le tre "eccetera" del colonnello, con Vittorio De Sica e Daniel Gélin ma dal 1961 in poi, con l'avvento della televisione, decise di rivolgere il suo interesse al nuovo mezzo di comunicazione e si dedicò alla creazione di serie televisive, tra cui Les Globe-trotters, per le cui riprese viaggiò per il mondo per tre anni. Ha continuato a lavorare per la TV fino al 1993. Ritiratosi a vita privata, è morto all'età di 95 anni.

## Filmografia

### Come aiuto regista
- Falbalas (Falbalas), regia di Jacques Becker (1944)
- Les gosses mènent l'enquête, regia di Maurice Labro (1947)
- Pas un mot à la reine mère, regia di Maurice Cloche (1948)
- Trois Garçons, une fille, regia di Maurice Labro (1948)
- Il grande eroe (L'Héroïque Monsieur Boniface), regia di Maurice Labro (1949)
- Prélude à la gloire, regia di Georges Lacombe (1949)
- Le Tampon du capiston, regia di Maurice Labro (1950)
- Le Roi du bla bla bla, regia di Maurice Labro (1950)
- Pas de vacances pour Monsieur le Maire, regia di Maurice Labro (1951)
- Raspoutine, regia di Georges Combret (1954)
- La contessa di Castiglione (La Castiglione), regia di Georges Combret (1954)

### Come sceneggiatore
- Trois Garçons, une fille, regia di Maurice Labro (1948)
- Le Roi du bla bla bla, regia di Maurice Labro (1950)
- Pas de vacances pour Monsieur le Maire, regia di Maurice Labro (1951)
- Monsieur Leguignon lampiste, regia di Maurice Labro (1952) (anche attore)
- La Pocharde, regia di Georges Combret (1953)
- Deux de l'escadrille, regia di  de Maurice Labro (1953)
- Raspoutine, regia di Georges Combret (1954) (anche attore)
- La contessa di Castiglione (La Castiglione), regia di Georges Combret (1954) (anche attore)
- J'y suis, j'y reste, regia di Maurice Labro (1954)

### Come regista
- Toute la ville accuse (1956) (anche sceneggiatore)
- La Peau de l'ours (1957) (anche sceneggiatore)
- Chaque jour a son secret (1958) (anche sceneggiatore)
- Julie (Julie la rousse) (1959) (anche sceneggiatore)
- El cerco(1959) (anche sceneggiatore)
- Le tre "eccetera" del colonnello (Les Trois etc. du colonel) (1960)
- Napoléon II, l'aiglon (1961) (anche sceneggiatore)